# Elettra Lamborghini
Pour les articles homonymes, voir Lamborghini (homonymie).
Elettra Miura Lamborghini (née le 26 septembre 1994 à Bologne) est une animatrice de télévision et chanteuse italienne.

## Biographie
Elettra Lamborghini est la fille de Luisa Peterlongo et de l'entrepreneur Tonino Lamborghini, la petite-fille de l'entrepreneur Ferruccio Lamborghini, fondateur de la société homonyme, et sœur de Ferruccio Lamborghini.
Elle commencé sa carrière en se produisant dans les discothèques de Lombardie et est invitée en 2015 de l'émission télévisée Chiambretti Night. Un an plus tard, en 2016, elle participe à l'émission de télé-réalité Super Shore, diffusée en Espagne et en Amérique latine, et la même année elle fait partie des protagonistes du docu-réalité MTV Riccanza et pose pour l'édition italienne de Playboy.
En 2017, elle participe aux programmes de télé-réalité espagnol Gran Hermano VIP puis anglaise Geordie Shore. En septembre de la même année, elle collabore avec Gué Pequeno et Sfera Ebbasta pour le single Lamborghini RMX, elle est présente l'année suivante aux Wind Music Awards 2018. En février 2018, elle sort son premier single solo Pem Pem, qui est certifié disque de platine. Elle participe ensuite à la cinquième saison de l'émission de téléréalité Acapulco Shore. En juin, elle présente la version italienne de l'émission Ex on the Beach sur MTV Italie, tandis qu'en septembre, elle sort son deuxième single Mala. En décembre, à l'occasion de la réédition de l'album Popstar, elle collabore pour le single Cupido RMX avec Khea, Duki et Quavo.
En 2019, elle joue le rôle de coach avec Morgan, Gué Pequeno et Gigi D'Alessio dans la sixième édition du programme The Voice of Italy, diffusé sur Rai 2. Le 27 mai de la même année, après avoir signé pour Universal Music Group, elle annonce son premier album studio Twerking Queen, qui sort le 14 juin. En février 2020, elle participe au Festival de Sanremo avec la chanson Musica (e il resto scompare) et termine à la 21e place. Le 29 juin de la même année, elle publie La isla en duo avec Giusy Ferreri.
En 2021, elle est choisie par Ilary Blasi pour être chroniqueuse dans l'émission de télé-réalité L'isola dei famosi aux côtés d'Iva Zanicchi et Tommaso Zorzi. Cependant, avant le départ de l'émission de téléréalité, elle est testée positive au COVID-19 et est contrainte pour les premiers épisodes à une liaison vidéo directement depuis son domicile.

## Vie privée
Elle est en couple avec le disc-jockey néerlandais Afrojack : le couple se fiance le 25 décembre 2019 et se marie le 26 septembre 2020 à la villa del Balbiano, à Ossuccio, sur le lac de Côme. Elle s'est déclarée bisexuelle.

## Discographie
Album
- 2019 : Twerking Queen

Singles
- 2018 : Pem Pem
- 2018 : Mala
- 2019 : Tócame (feat. Pitbull & Childsplay)
- 2019 : Fanfare (feat. Gué Pequeno)
- 2020 : Musica (e il resto scompare)
- 2020 : Hola Kitty (avec Bizzey & La$$a)
- 2020 : La isla (avec Giusy Ferreri)
- 2021 : Pistolero

## Source de la traduction
- (it) Cet article est partiellement ou en totalité issu de l’article de Wikipédia en italien intitulé « Elettra Lamborghini » (voir la liste des auteurs).